# 達戈貝爾·西格蒙德·馮·武姆澤
達戈貝爾·西格蒙德·馮·武姆澤伯爵（德語：Graf Dagobert Sigmund von Wurmser；1724年5月7日－1797年8月22日），是奧地利哈布斯堡君主國陸軍元帥，曾活躍於法國大革命戰爭期間。他雖然在七年戰爭、巴伐利亞王位繼承戰爭及法國大革命戰爭初期表現出色，但卻以1796年在義大利對陣拿破崙·波拿巴的多次失利而為人所知。
武姆澤在七年戰爭期間服役於法軍，但當戰爭結束後他決定轉投哈布斯堡君主國的軍隊。之後，他參與了巴伐利亞王位繼承戰爭。法國大革命戰爭期間，武姆澤指揮了數支哈布斯堡帝國軍隊，主要是在1793年至1795年間於萊茵河谷的行動，當中最為顯著的戰績是在1793年10月攻陷勞特堡與魏森堡防線。
1796年，神聖羅馬皇帝弗朗茨二世派遣武姆澤至意大利北部，該地為哈布斯堡王朝防禦其南方領土的戰略要地。他在與法軍進行的一系列激戰中，被由拿破崙·波拿巴指揮的法軍打得節節敗退，最終率軍陷於曼托瓦圍城戰之中。經過談判，武姆澤得以保留軍事榮譽，帶領700名士兵撤離曼托瓦返回維也納。雖然曼托瓦之敗使其聲望受損，但並未減損其在哈布斯堡宮廷中的地位。1797年，此時72歲高齡的武姆澤因長年征戰而身體狀況不佳，回到維也納後並未得到新職務，於同年去世。